# Rheumaptera nudaria
Rheumaptera nudaria là một loài bướm đêm trong họ Geometridae.